# Ontwerp voor een geschiedenis van de Qing
Het Ontwerp van een geschiedenis van de Qing (Qing shigao) is een overzicht van de geschiedenis van de Qing-dynastie in de stijl van de Vierentwintig Geschiedenissen, de verzameling officiële geschiedenissen van Chinese keizerlijke dynastieën. Het werk is tot stand gekomen in 1928, grotendeels onder leiding van Zhao Erxun (1844-1927) en omvat de periode 1616-1912. Publicatie vond plaats ondanks het verbod dat in 1930 door de Nationalistische regering van Chiang Kai-shek was afgekondigd. Door de veranderde opvattingen over geschiedschrijving bleven pogingen om tot een definitieve versie te komen zowel van Taiwanese zijde als vanuit de Volksrepubliek zonder resultaat.

## Ontstaan

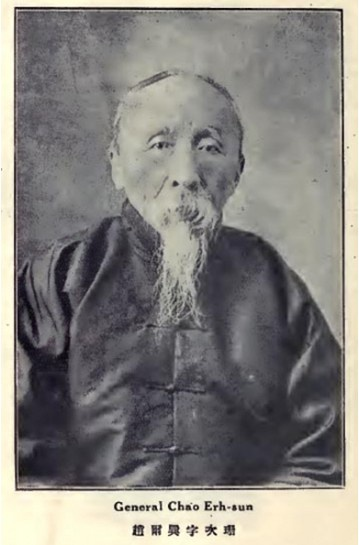
Zhao Erxun (1844-1927).

In maart 1914 werd door president Yuan Shikai het 'Bureau voor de geschiedenis van de Qing' (Qingshi guan, 清史館) opgericht met als doel een geschiedenis van de Qing-dynastie samen te stellen. Binnen de traditie van de officiële dynastieke geschiedenissen verklaarde Yuan Shikai zich hierdoor tot de legitieme opvolger van de Qing-dynastie. Het Bureau kwam onder leiding te staan van Zhao Erxun. Er werden meer dan honderd medewerkers aangesteld, net als Zhao Erxun ambtenaren-literaten uit de Qing-tijd. Onder hen bevond zich ook Ke Shaomin (1855-1930), samensteller van de Nieuwe Geschiedenis van de Yuan. Deze benoemingen waren mogelijk beloningen voor de steun van de groep ambtenaren-literaten voor het presidentschap van Yuan Shikai (en zijn aspiraties om keizer te worden). De helft van deze benoemde medewerkers kwam echter nooit opdagen. Na de plotselinge dood van Yuan Shikai in 1916 kwam het Bureau in financiële problemen. Men kon slechts doorgaan na giften van Wu Peifu (吳佩孚, 1874-1939) en Zhang Zuolin, krijgsheren die rond Peking de macht uitoefenden. Noch Yuan Shikai, noch de krijgsheren hebben zich op enigerlei wijze inhoudelijk bemoeid met de Geschiedenis van de Qing. 
Hoewel het werk nog niet was voltooid, besloot Zhao Erxin in 1927 toch tot publicatie over te gaan. Hij deed dat in verband met zijn verslechterde gezondheid, de veranderde opvattingen over de traditionele geschiedschrijving, maar vooral vanwege de politieke situatie. Het noordelijk expeditieleger van Chiang Kai-shek stond op het punt Peking in te nemen. Vlak voor zijn dood (september 1927) droeg Zhao de verantwoordelijkheid voor het publiceren over aan zijn naaste medewerker en vertrouweling Yuan Jinkai (袁金鎧, 1870-1947). Het bureau zelf kwam onder leiding van Ke Shaomin (1850-1933). Het werk kreeg als titel een Ontwerp voor een geschiedenis van de Qing. Hiermee werd het voorbeeld van de eerste samenstellers van de Mingshi gevolgd. Ook zij noemden hun werk in eerste instantie een Ontwerp, om zo een officiële (en daarmee mogelijk definitieve) afkeuring te ontwijken.

## Oorspronkelijke versie en twee noordoostelijke versies
De feitelijke eindcorrectie kwam in de lente van 1928 in handen van Jinliang (金梁, 1878-1962), een assistent van Yuan Jinkai en aanhanger van de Mandsjoe-monarchie.  Hij bracht op eigen gezag wijzigingen aan in de drukproeven. Er werden nieuwe biografieën toegevoegd. In die van  Kang Youwei (康有為, 1858-1927) werd zijn loyaliteit aan de Guangxu-keizer benadrukt. Zhang Biao (張彪, 1860-1927)  was commandant van de achtste divisie in Wuchang aan het begin van de Xinhairevolutie van 1911 en Zhang Xun (張勛, 1854-1923) was de generaal die in 1917 had geprobeerd het keizerrijk onder Puyi te herstellen. De biografie van Zhang Wei (张彪, 1860－1927), gouverneur van Jiangxi werd verwijderd. Verder werd het werk aangevuld met kritische annotaties (jiaokanji, 校勘記) van zijn eigen hand. Het aantal juan werd teruggebracht van 536 naar 529. Dit aangepaste werk staat bekend als de Eerste versie van buiten de hoofdstad (guanwai yici ben, 關外一次本, letterlijk Eerste versie van buiten de passen). Aan een tweede aangepaste versie werden biografieën toegevoegd van Chen Hongju (陳黌舉, eind 19e eeuw) en de literaten Zhu Yun (朱筠, 1729-1781) en  Weng Fanggang (翁方綱, 1733-1818), terwijl de biografie van Zhang Biao weer werd verwijderd. Toen de wijzigingen werden ontdekt waren er inmiddels 400 van de 1100 gedrukte reeksen van de versie van Jinliang in Mantsjoerije verspreid en kwamen zo onder meer in Japan terecht. De achtergebleven series werden weer gecorrigeerd en zo kon de oorspronkelijke reeks alsnog worden uitgegeven. Dit gebeurde net voor Peking in juni 1928 werd ingenomen door de Nationalistische troepen. Deze versie staat bekend als de hoofdstedelijke versie (關內本, guannei ben, letterlijk Versie van binnen de passen).

## Verbod
Na de inname van Peking werd in juni 1928 het beheer van het Historisch Bureau overgenomen door het Nationaal Paleis Museum, dat in 1925 was opgericht en onder leiding stond van Yi Peiji (易培基, 1880-1937). Hij adviseerde de regering om over te gaan tot een verbod op het werk. Als formele reden gaf hij aan dat er negentien fouten in het Ontwerp waren aangetroffen. Zijn advies werd in 1930 door Chiang Kai-shek overgenomen. De belangrijkste reden voor dat verbod waren echter niet de fouten, maar was de anti-Republikeinse stellingname die in het Ontwerp was verwerkt. Dit gold vooral voor de hoofdstukken die de overgang van keizerrijk naar republiek beschreven. Zo werden voor de Xinhairevolutie van 1911 termen gebruikt als mouluan (謀亂, 'chaos om complotten te kunnen smeden') of zuoluan (作亂, 'problemen veroorzaken door het op touw zetten van een gewapende rebellie'). De republikeinse kalender was bewust vermeden. Dit werd door de republikeinse regering hoog opgenomen. Door de invoering van een nieuwe kalender en daarbij uit te gaan van de datum van de machtsovername (1 januari 1912), gaf de republikeinse regering aan dat zij zich beschouwde als legitieme opvolger van de Qing-dynastie. Doordat de samenstellers van het Ontwerp die kalender ontweken, bleef die erkenning uit. De samenstellers waren aanhangers van de in 1902 begonnen Nieuwe politiek (Xinzheng, 新政). Daarbij werden weliswaar hervormingen voorgesteld, maar bleef de in het keizerrijk gewortelde Chinese culturele traditie voorop staan. De samenstellers beschouwden de onverwachte revolutie van 1911 als een gevaar voor hun eigen hervormingspolitiek. Toen Yuan Shikai begin 1912 de macht van Sun Yat-sen overnam, leek de revolutie beëindigd en niet meer te zijn dan een tussenfase. De wens van Yuan Shikai om keizer te worden versterkte het idee van herstel van de tradities. Daarentegen bleven de nationalisten de revolutie van 1911 zien als het begin van hun machtsovername. Kritiek op de revolutie betekende volgens hen dan ook kritiek op de legitieme, nationalistische regering. Die stelde dat de medewerkers van het Bureau in dienst van de Republiek waren en zich juist loyaal moesten opstellen ten opzichte van hun regering. Het in 1930 afgekondigde verbod op publicatie is overigens formeel nooit herroepen.

## Plannen tot aanpassing

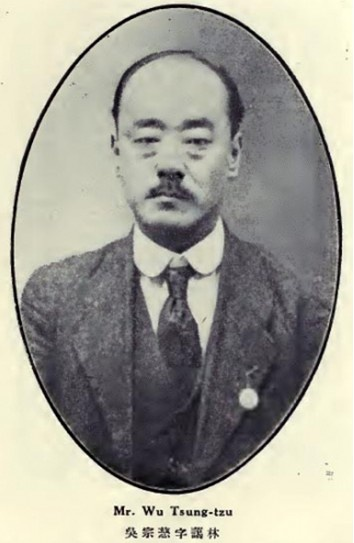
Wu Zongci (1878-1951)

De Nationalistische regering kon verspreiding van het Ontwerp niet verhinderen. Door het verbod nam de vraag naar het werk en daarmee de prijs juist toe. Toen ook exemplaren werden gesmokkeld naar gebieden die in handen waren van de Nationalistische regering moest die wel reageren op die openlijke overtreding van het publicatieverbod. In 1934 werd Wu Zongci (吳宗慈, 1878-1951) aangesteld om het oorspronkelijke Ontwerp in nationalistische zin aan te passen. Zijn voorgestelde aanvullingen werden besproken met Fu Sinian (傅斯年, 1896-1950), toen directeur van het Historisch Instituut van de Academia Sinica. Die gaf de voorkeur aan het samenstellen van een volledig nieuwe Geschiedenis van de Qing, maar zag in dat dit door de politieke situatie van dat moment onmogelijk was. Daarom adviseerde hij in 1935 de regering om het verbod op publicatie in te trekken, op voorwaarde dat eerst de aanvullingen van Wu Zongci moesten worden verwerkt. Op zijn voorstel is nooit meer gereageerd. De nationalistische regering kreeg te maken met problemen van geheel andere proporties, zoals de burgeroorlog met de communisten en de oorlog met Japan. De voorstellen van Wu Zongci kwamen terecht in de archieven van de ministerraad (Uitvoerende yuan) en zijn daar tijdens de Tweede Wereldoorlog verloren geraakt.

## Positie binnen de canon
Het Ontwerp wordt niet gerekend tot de canon van de 24 officiële dynastieke geschiedenissen. Hiervoor bestaan verschillende redenen:
- Er was geen politieke autoriteit meer die, vergelijkbaar met het keizerlijk hof, een geschiedeniswerk tot officiële en definitieve beschrijving van de voorafgaande regering kon verklaren.

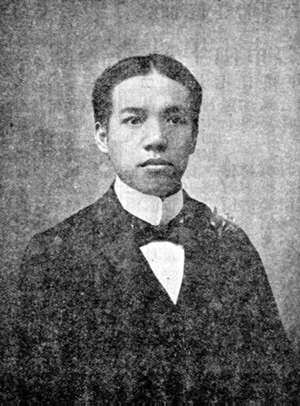
Liang Qichao (1873-1929).

- De opzet van het werk kwam niet meer overeen met de opvattingen over geschiedschrijving. Liang Qichao (1873-1929) vatte die kritiek in zijn Nieuwe Geschiedschrijving (Xin Shixue, 新史學, 1902) in vier punten samen: er bestond niets buiten het keizerlijk hof, er werd slechts over individuen geschreven en niet over de maatschappij als geheel, er werden geen verbanden met het heden gelegd en er werden slechts feiten weergegeven in plaats van idealen. Geschiedschrijving moest de bewoners van een land inspireren, zij moesten betrokken worden bij de gebeurtenissen. Ook mocht niet meer worden geschreven in het wenyan, de verstarde, ambtelijke schrijftaal, die voor de meeste mensen onbegrijpelijk was geworden. Overigens had Liang geen kritiek op de traditionele vorm van de dynastieke geschiedenissen, de jizhuanti, een combinatie van annalen, verhandelingen en biografieën. In zijn Bespreking van de vorm van de geschiedenis van de Qing (Qingshi shangli, 清史商例) deed hij een voorstel voor zesentwintig verhandelingen, die de geschiedenis van de Qing steeds vanuit een ander gezichtspunt bekeken. Zijn voorstel werd echter niet overgenomen door de samenstellers van het Ontwerp, waardoor het werk in de ogen van Liang een geschiedenis bleef die door en voor ambtenaren was geschreven.

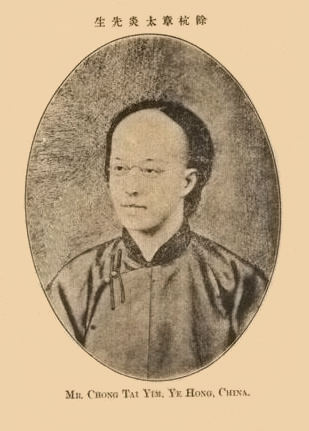
Zhang Binglin (1869-1936)

- Het ontwerp was gebaseerd op documenten uit de Qing-dynastie. Die waren door het ambtelijk bureau voor de geschiedschrijving (Qing guoshiguan, 清國史館, Staatsbureau van de Qing voor de geschiedschrijving) reeds voorbewerkt. De historicus Zhang Binglin (章炳麟, 1869-1936) stelde dat er op die manier door de Qing een bewuste vertekening van het verleden was gemaakt die door de samenstellers van het Ontwerp was overgenomen. Zo werden de systematische censuur door de Qing en de literaire zuiveringen onder met name de Qianlong-keizer (1735-1796) niet vermeld. Voor Zhang was dan ook elke poging om het Ontwerp te herzien op basis van uitsluitend de ambtelijke stukken van de Qing bij voorbaat gedoemd te mislukken.
- In tegenstelling tot de oudere officiële dynastieke geschiedenissen kunnen de bronnen waarop het Ontwerp was gebaseerd na publicatie nog steeds worden geraadpleegd, vaak zowel in het Chinees als in het Mantsjoe. Dit maakt het Ontwerp als historische bron voor de studie van de Qing minder belangrijk. Wel geeft het Ontwerp een beeld van de kijk die de laatste generatie ambtenaren-literaten uit het keizerrijk op het eigen verleden had.

Ondanks alle bezwaren is het werk toch opgenomen in de prestigieuze reeks officiële dynastieke geschiedenissen, die in de Volksrepubliek is uitgegeven door Zhonghua (Zhonghua shuju, 中華書局). Die opname geldt ook voor het voor computers toegankelijk gemaakte Chinese Text Retrieval System (Scripta Sinica) van de Academia Sinica te Taipei (Taiwan). Dit in tegenstelling tot de eveneens aan het begin van de 20e eeuw verschenen Nieuwe Geschiedenis van de Yuan, een particulier initiatief om de officiële dynastieke geschiedenis van de Mongoolse Yuan-dynastie te herzien.

## Inhoud
Qing Shigao bevat 529 juan. Zhao Erxun volgde de structuur van de Hanshu:
| dynastieke geschiedenis | benji (annalen) | zhi (verhandelingen) | biao (tabellen) | liezhuan (biografieën) | Totaal aantal juan |
| ----------------------- | --------------- | -------------------- | --------------- | ---------------------- | ------------------ |
| Qing Shigao             | 25              | 135                  | 53              | 316                    | 529                |

## Chinese tekst
- 趙爾巽, 《清史稿》, 北京 (中華書局), 1977 (Zhao Erxun, Qing Shigao, Beijing (Zhonghua shu ju), 1977), 48 delen, 14.740 pp. ISBN 7101007503.

De Zhonghua uitgave van de dynastieke geschiedenissen is de meest gebruikte uitgave. De teksten zijn voorzien van leestekens, ingedeeld in paragrafen en geschreven in traditionele karakters. Deze uitgave berust op de (tweede) noordoostelijke versie in 529 juan. In 清史稿校刻記 (Qingshi gao xiao ke ji), het tweede gedeelte van het nawoord wordt deze versie tekstueel vergeleken met de andere gepubliceerde versies. De Zhonghua-uitgave is ook digitaal beschikbaar via het project Scripta Sinica. Zie hiervoor de externe links.

## Voorstellen tot herziening vanuit Taiwan

### Eerste herziening 1960
In 1960 werd op Taiwan een project gestart om een nieuwe 'Geschiedenis van de Qing' samen te stellen, 'vanuit het standpunt van de Republiek China'. De verantwoordelijkheid lag nu niet bij de Academia Sinica, maar bij het Onderzoeksinstituut van het Ministerie van Defensie (Guofang yan jiu yuan, 国防研究院). Dat was in april 1959 op Taiwan opnieuw opgericht en stond onder persoonlijke leiding van president Chiang Kai-shek. Hij wilde met een herziening meer glans geven aan de viering van de vijftigste verjaardag van de revolutie die begon op 10 oktober 1911. Zhang Qiyun (張其昀, 1901-1985), de directeur van het 'Comité tot samenstelling', schreef in 1961 in zijn voorwoord dat men in de herziene versie van de geschiedenis van de Qin-dynastie de bronnen van de dynastie wilde behouden. Daarom werden geen grote wijzigingen in het oorspronkelijke 'Ontwerp' aangebracht. Wel werden onder het motto "corrigeer de fouten en compenseer de tekortkomingen" (正其謬誤 補其缺憾, zheng qi miuwu, bu qi quehan) bepaalde formuleringen objectiever gemaakt. Zo werden bijvoorbeeld bij de beschrijving van de strijd tussen de Ming- en Qing-dynastie de woorden "bandiet" (kou, 寇) en "crimineel" (fan, 犯) vervangen door "aanvaller" (gong, 攻), "straffen" (zhu, 誅) door "doden" (sha, 殺) en "chaos veroorzaken" (wei luan, 為亂) door "problemen veroorzaken" (ju shi, 舉事). Ook werden aan het bestaande 'Ontwerp' (van 529 juan) vijf nieuwe aanvullingen met in totaal 21 juan toegevoegd. Zij kregen de volgnummers 530 tot en met 550:
Juan 530-550:
| juan 530-550 | Titel                                  | Vertaling                               | Opmerkingen |
| ------------ | -------------------------------------- | --------------------------------------- | --- |
| 530-534      | Nanming ji (南明紀)                    | Annalen van de Zuidelijke Ming          | Bedoeld zijn de Zuidelijke Ming. Na de val van Peking in 1644 bleven in totaal zes pretendenten zich zien als rechtmatige Ming-keizer. De laatste van hen werd in 1662 door de Mantsjoes terechtgesteld. Genoemd worden: - Anzong huangdi (安宗皇帝), Zhu Yousong (朱由崧, 1607-1646), de Hongguang keizer (弘光帝), r.1644-1645 - Shaozong huangdi (紹宗皇帝), Zhu Yujian (朱聿鍵, 1602-1646), de Longwu keizer (隆武帝), r.1645-1646 - Yongli huangdi (永曆皇帝), Zhu Youlang (朱由榔, 1623-1662), de Yongli keizer (永曆帝), r.1646-1662 - Lu Jianguo (魯監國), Zhu Yihai (朱以海, 1618–1662), regent 1645-1653 - Tang Wang (唐王), Zhu Yuyue (朱聿鐭, 1605-1647), de Shaowu keizer (紹武帝), r.1646-1647 |
| 535-536      | Ming yichen lie (明遺臣列)             | Biografieën van Ming loyalisten         | Bedoeld zijn voormalige functionarissen van de Ming-dynastie die zich verzet hebben tegen de Qing-dynastie. Genoemd worden: - Ying Tingji (應廷吉, †1645) - Ling Qi (凌駉, 1612-1645) - Fu Guan (傅冠, 1595-1646) - Li Suiqiu (黎遂球, 1602-1646) - Gong Fen (龔棻, †1640) - Yao Qiyin (姚奇胤, 1602-1646) - Li Mo (李模) - Qiao Kepin (喬可聘, 1589-1675) - Jin Bao (金堡, 1614-1680) - Li Qiande (李乾德, †1651) - Gu Xichou (顧錫疇, 1585-1646) - Gu Xianjian (顧咸建, †1645) - Tang Zicai (唐自彩) - Lu Xiangguan (盧象觀, †1645) - Lu Kezao (魯可藻) - Guo Zhiqi (郭之奇, 1607-1662) - Ren Guoxi (任國璽, 1616-1661) - Dong Shouyu (董守諭) - Wu Bing (吳炳, 1595-1648) - Hong Yu'ao (洪育鼇, †1663) - Zhang Tongchang (張同敞, †1651) - Zhang Huangyan (張煌言, 1620-1664) - Ye Zhenming (葉振名) - Zhang Mingzhen (張名振, †1654) - Wang Yi (王翊, 1616-1651) - Li Dingguo (李定國, 1621-1662) - Li Yuanyin (李元胤, †1652) - Jiao Lian (焦璉, 1599-1651) - Wang Xiang (王祥) - Yang Zhan (楊展, 1604-1649) - Mu Tianbo (沐天波, 1627-1661) - Xu Fuyuan (徐孚遠, 1600-1665) - Lu Ruoteng (盧若騰, 1600-1664) - Shen Quanqi (沈佺期, 1608-1682) - Xu Jijing (許吉璟) - Chen Yonghua (陳永華, 1634-1680) |
| 537-538      | Zhengchenggong zaiji (鄭成功載記)      | Biografische schets van Zheng Chenggong | Bedoeld is Koxinga, de generaal in dienst van de Ming die de Qing bestreed en in 1662 Taiwan op de Vereenigde Oostindische Compagnie veroverde |
| 539-546      | Hongxiuquan zaiji (洪秀全載記)         | Biografische schets van Hong Xiuquan    | Bedoeld is Hong Xiuquan, de leider van de Taipingopstand |
| 547-550      | Geming dangren liezhuan (革命黨人列傳) | Biografieën van revolutionairen         | Bedoeld zijn nationalistische (anti-Qing) revolutionairen. Het eerste en tweede deel zijn in chronologische stijl, terwijl het derde en vierde deel in biografische stijl zijn. Daarin worden genoemd: - Lu Haodong (陸皓東, 1868-1895) - Cheng Kuiguang (程奎光) - Shi Jianru (史堅如, 1879-1900) - Yamada Yoshimasa (山田良政, 1868-1900) - Yeung Ku-wan (楊衢雲, 1861-1901) - Zheng Shiliang (鄭士良, 1863-1901) - Bi Yongnian (畢永年) - Wang Han (王漢) - Liu Jing'an (劉敬安, 1875-1911) - Zhu Zilong (朱子龍) - Zou Rong (鄒容, 1885-1905) - Wu Yue (吳樾, 1878-1905) - Chen Tianhua (陳天華, 1875-1905) - Yao Hongye (姚洪業) - Yu Zhimo (禹之謨, 1866-1907) - Ma Fuyi (馬福益, 1865-1905) - Liu Daoyi (劉道一, 1884-1906) - Wei Zongquan (魏宗銓) - Yang Zhuolin (楊卓林) - Xu Xilin (徐錫麟, 1873-1907) - Chen Boping (陳伯平, 1885-1907) - Ma Zonghan (馬宗漢, 1884-1907) - Qiu Jin (秋瑾, 1875-1907) - Qin Lishan (秦力山, 1877-1906) - Yang Zhenhong (楊振鴻, 1874-1909) - Xiong Chengji (熊成基, 1887-1910) - Xue Zhe (薛哲) - Fan Chuanjia (范傳甲) - Ni Yingdian (倪映典, 1885-1910) - Wen Shengcai (溫生才, 1870-1911) - Yu Peilun (喻培倫, 1887-1911) - Lin Wen (林文, 1887-1911), ook: Lin Shishuang (林时爽) - Song Yulin (宋玉琳) - Fang Shengdong (方聲洞, 1886-1911) - Lin Juemin (林覺民, 1887-1911) - Li Wenfu (李文甫, 1892-1911) - Zhao Sheng (趙聲, 1881-1911) - Yang Shouren (楊篤生, 1871-1911) |

### Tweede herziening 1978
Vanaf 1978 werkten Huang Jilu (黃季陸, 1899-1985), directeur van de Academia Sinica (中央研究院, Zhongyang yan jiu yuan) te Taipei, Jiang Fucong (蔣復璁, 1899-1990), directeur van het Nationaal Paleismuseum en de historicus Qian Mu (錢穆, 1895-1990) samen om het bestaande 'Ontwerp' te verifiëren en bij problemen te corrigeren. Daarbij werd gebruik gemaakt van de archieven van het 'Bureau voor de geschiedenis van de Qing', die sinds 1949 in het Nationaal Paleismuseum te Taipei lagen. Uitgangspunt was "verander de originele tekst niet, gebruik archieven om de tekst te annoteren" (不動原文 以稿校稿, budong yuanwen, yi gao xiao gao). Tussen 1986 en 1991 verschenen 19 delen "Aanvullingen en annotaties op het Ontwerp voor een geschiedenis van de Qing" (Qingshigao jiaozhu, 清史稿校註).

### Derde herziening 1991
Naar aanleiding van de publicatie "Aanvullingen en annotaties op het Ontwerp voor een geschiedenis van de Qing" stelde het Nationaal Historisch Museum (國史館, Guoshi guan) in 1991 voor om een "Nieuwe Geschiedenis van de Qing" (Xīn qīngshǐ, 新清史) samen te stellen. Dit zou een "definitieve versie" van de geschiedenis van de Qing worden en zou naar verwachting 600 juan en tien miljoen woorden omvatten. Onder leiding van Zhuang Jifa (莊吉發, *1936) werd in 1994 de herziening van het onderdeel keizerlijke biografieën (benji) in 33 juan voltooid en gepubliceerd.
Juan 1-33:
| juan  | Titel                                 | Vertaling                      | Opmerkingen            |
| ----- | ------------------------------------- | ------------------------------ | ---------------------- |
| 1     | Taizu benji (太祖本紀)                | annalen van Taizu              | Nurhaci, 1616-1626.    |
| 2-3   | Taizong benji (太宗本紀)              | annalen van Taizong            | Hong Taiji, 1626-1643. |
| 4-5   | Shizu benji (世祖本紀)                | annalen van Shizu              | Shunzhi, 1643-1661.    |
| 6-9   | Shengzu benji (聖祖本紀)              | annalen van Shengzu            | Kangxi, 1661-1722.     |
| 10-11 | Shizong benji (世宗本紀)              | annalen van Shizong            | Yongzheng, 1722-1735.  |
| 12-17 | Gaozong benji (高宗本紀)              | annalen van Gaozong            | Qianlong, 1735-1795.   |
| 18-19 | Renzong benji (仁宗本紀)              | annalen van Renzong            | Jiaqing, 1795-1820.    |
| 20-22 | Xuanzong benji (宣宗本紀)             | annalen van Xuanzong           | Daoguang, 1820-1850.   |
| 23-24 | Wenzong benji (文宗本紀)              | annalen van Wenzong            | Xianfeng, 1850-1861.   |
| 25-27 | Muzong benji (穆宗本紀)               | annalen van Muzong             | Tongzhi, 1861-1875.    |
| 28-32 | Dezong benji (德宗本紀)               | annalen van Dezong             | Guangxu, 1875-1908.    |
| 33    | Xuantong huangdi benji (宣統皇帝本紀) | annalen van de Xuantong-keizer | Puyi, 1908-1912.       |

Ook werden drie verhandelingen (zhi, 志) met in totaal 47 juan voltooid. Zij werden, in tegenstelling tot de keizerlijke annalen echter niet in de handel gebracht en waren slechts gedrukt voor intern gebruik:
| juan | Titel             | Vertaling                               | Opmerkingen                                                |
| ---- | ----------------- | --------------------------------------- | ---------------------------------------------------------- |
| 1-27 | dili zhi (地理志) | verhandelingen over politieke geografie | Beschrijving van elk van de 27 provincies van het Qingrijk |
| 1-12 | li zhi (禮志)     | verhandelingen over (hof)rituelen       |                                                            |
| 1-8  | yue zhi (樂志)    | verhandelingen over (hof)muziek         |                                                            |

### Beëindiging van het project
In 2000 verloor de Kwomintang voor het eerst de verkiezingen op Taiwan. De nieuwe regering onder leiding van de Democratische Progressieve Partij legde meer nadruk op de Taiwanese identiteit.De belangstelling voor een nieuwe Geschiedenis van de Qing werd allengs minder. In oktober 2010 werd in de begroting van het presidentiële bureau opgenomen dat een officiële geschiedenis niet meer objectief of gezaghebbend kon zijn. Het Nationaal Historisch Museum zal daarom geen officiële geschiedenis van de Qing meer gaan samenstellen. De aandacht van het museum kwam voortaan liggen op de geschiedenis van Taiwan. De belangrijkste museale taken werden voortaan het onderhoud van historisch materiaal en de promotie van de historische cultuur van de Republiek China.

## Voorstellen tot herziening vanuit de Volksrepubliek

### Tussen 1961 en 2001
In 1961 liet minister-president Zhou Enlai de historicus Wu Han (1909-1969) weten dat er in de Volksrepubliek een nieuwe Geschiedenis van de Qing moest komen. In 1965 werd vanuit de Volksuniversiteit van China (中国人民大学, Zhongguo Renmin Daxue) een redactioneel comité samengesteld, maar een onderzoeksinstituut kon pas in 1978 worden gevestigd, na de Culturele Revolutie. Met instemming van Deng Xiaoping werden fondsen beschikbaar gesteld binnen het zesde vijfjarenplan (1981-1985). Dit leidde tussen 1985 en 2000 tot de publicatie van de 12-delige Qingshi biannian (清史编年, "Chronologisch overzicht van de geschiedenis van de Qing"" ) en tussen 1984 en 2001 van 1240 biografieën in de 19-delige Qingdai renwuzhuan gao (清代人物传稿, "Biografieën van figuren uit de Qing-dynastie"). Toen waren de fondsen uitgeput.

### 2003-2023
In 2003 werd, met instemming van Jiang Zemin vijfhonderd miljoen yuan beschikbaar gesteld om in de volgende tien jaar een volledig nieuwe Geschiedenis van de Qing samen te stellen, het "Nationaal project voor de samenstelling van de Geschiedenis van de Qing" (国家清史装修工程项目. Guojia qingshi zuanxiu gongcheng xiangmu). Er werd een organisatiecomité gevormd onder leiding van Dai Yi (戴逸, 1926-2024), het enig overgebleven lid van het 1965 redactioneel comité.
De structuur van het geplande werk zou lijken op die van het oorspronkelijke werk, wel kregen de verschillende onderdelen andere benamingen. De annalen werden tongji (通纪), de verhandelingen dianzhi (典志), de biografieën zhuanji (傳纪) en de historische tabellen shibiao (史表). Ook zou een nieuw onderdeel worden toegevoegd, een catalogus (tulu, 图籙) met illustraties, kaarten en grafieken. Inhoudelijk zouden de verschillen echter groot worden, omdat men binnen de kaders wilde blijven van het historisch materialisme, de marxistische benadering van de geschiedschrijving. Er werden 3200 biografieën opgenomen (waaronder die van 250 vrouwen), die niet alleen naar hun betekenis voor de Qing, maar ook naar huidige maatstaven werden beoordeeld. Vorderingen stonden vermeld op een eigen website zhonghua wenshi wang (中华文史网). 
Dit ontwerp voor een nieuwe Geschiedenis van de Qing werd in september 2018 ter beoordeling voorgelegd aan een nieuw opgericht "Instituut voor Chinese Geschiedenis" (中國歷史研究院, Zhongguo lishi yan jiu yuan), onderdeel van de "Chinese Academie voor Sociale Wetenschappen" (中國社科院, Zhongguo she ke yuan). Dit instituut was door de centrale overheid aangewezen als verantwoordelijke instantie voor deze evaluatie. In juni 2023 meldde de Chinese staatszender CCTV dat het beoordelingswerk van 106 delen van de “Geschiedenis van de Qing-dynastie” met een totaal van 32 miljoen woorden na bijna twee jaar was voltooid . Publicatie bleef echter uit.

### Mogelijke stopzetting van het project in 2023
Op 14 januari 2019 verscheen in het Volksdagblad, de officiële spreekbuis van de Communistische Partij van China een opiniestuk door Zhou Qun (周群), adjunct-hoofdredacteur van het historisch tijdschrift Lishi yanjiu (历史研究, "Historisch Onderzoek") onder de titel Lao lao bawo Qingshi yanjiu huayuquan (牢牢把握清史研究话语权, "Houd stevig vast aan het recht om te spreken bij het historisch onderzoek naar de Qing"). Hij waarschuwde voor een buitenlandse variant van "historisch nihilisme" die het historisch onderzoek naar de Qing in de Volksrepubliek beïnvloedde. "Historisch nihilisme" is in de Volksrepubliek een eufemisme voor alles wat afwijkt van de officiële geschiedschrijving. Hij doelde op Xin Qingshi xuepai (新清史學派, "Nieuwe Qing-geschiedenisschool") , een historiografische richting die in de jaren 1990 als New Qing History opgekomen was in de Verenigde Staten. De aanhangers vergeleken de in het Chinees geschreven documenten, die tot dat moment als voornaamste bron voor de geschiedenis van de Qing waren gebruikt, met dezelfde, maar in het Mantsjoe opgestelde bronnen. Uit die laatste documenten zou blijken dat de Qing in de loop van hun bestaan het Mantsjoe-karakter wilden behouden en veel minder verchineesd waren dan uit de Chineestalige bronnen kan worden geconcludeerd. De Qing beschouwden hun optreden in China eerder als een deel van de geschiedenis van een eigen Qing-rijk en minder als een onderdeel van de algemene Chinese geschiedenis. 
Dit idee staat haaks op de officiële opvatting binnen de Volksrepubliek dat bij de geschiedenis van de Qing de "Grote eenwording" (Da yitong, 大一統), de "Chinese identiteit" (Zhongguo rentong, 中國認同) en de "Sinificatie" (Hanhua, 漢化) centraal staan. Als tegenwicht voor de opvattingen van de "New Qing History" werd in juni 2023 door het "Instituut voor Chinese geschiedenis" (het overheidsorgaan dat het nieuwe ontwerp voor een Geschiedenis van de Qing moest beoordelen) een congres georganiseerd over cultureel erfgoed. Daar hield Xi Jinping, secretaris-generaal van de Communistische Partij van China in persoon een redevoering waarin hij de eenheid van de Chinese beschavingsgeschiedenis benadrukte. Zijn denkbeelden werden vervolgens uitgewerkt in een publicatie (van 1345 pagina's!), Qingdai guojia tongyi shi (清代国家统一史, De geschiedenis van de nationale eenwording onder de Qing-dynastie), eveneens uitgegeven door dat "Instituut voor Chinese geschiedenis". Van officiële zijde zijn na deze publicatie over het verdere verloop van het project geen mededelingen meer gedaan. Naar aanleiding van dit alles vermoedde in november 2023 Zhang Taisu (張泰蘇), als hoogleraar verbonden aan de Yale-universiteit en gespecialiseerd in de economische geschiedenis van de Qing-dynastie, dat het project de politieke beoordeling niet had weten te doorstaan. Er zou te veel invloed van "New Qing History" op het ontwerp zijn geweest  .

## Geraadpleegde literatuur
- Hsi-yuan Chen, 'Last chapter unfinished. The making of the official Qing History and the crisis of Traditional Chinese Historiography', in: Historiography East and West, 2 (2004), pp. 173–204. Klik hier voor een pdf-bestand van het artikel.
- Ma Zhao, 'Writing History during a Prosperous Age? The New Qing History Project' in: Late Imperial China 29 (2008), pp. 120-145. Klik hier voor een samenvatting.
- Wilkinson, Endymion, Chinese History. A New Manual, Cambridge Mass. (Harvard University Press) 2022, 6th ed., deel 2 (Harvard-Yenching Institute Monograph Series, 128), ISBN 978-0-6742602-0-7, p. 1564-65.